# دونالد اسپاتو
دونالد اسپاتو (۲۸ ژوئن ۱۹۴۱ – ۱۱ فوریهٔ ۲۰۲۳) زندگی‌نامه‌نویس و الهی‌دان آمریکایی بود. او بیشتر به‌واسطهٔ زندگی‌نامه‌های پرفروش از اهالی دنیای سینما و تئاتر، و نیز کتاب‌هایش در زمینهٔ الهیات و معنویت شناخته می‌شد.
اسپاتو در مجموع ۲۹ کتاب نوشته‌است، که از جملهٔ آن‌ها می‌توان به زندگی‌نامهٔ آلفرد هیچکاک، لارنس اولیویه، تنسی ویلیامز، اینگرید برگمن، جیمز دین، الیزابت تیلور، گریس کلی، مارلنه دیتریش، مریلین مونرو، آدری هپبورن و آلن بیتس اشاره کرد. فیلم تلویزیونی دختر (۲۰۱۲) پخش‌شده از بی‌بی‌سی/اچ‌بی‌او، دربارهٔ تجربه تیپی هدرن در طول فیلمبرداری فیلم پرندگان (۱۹۶۳)، تا حدی بر اساس زندگی‌نامهٔ هیچکاک اثر اسپاتو ساخته شده‌است.
اسپاتو همچنین گزارش‌هایی زندگی‌نامه‌ای از خاندان وینزر از دوران ویکتوریا تا دایانا، شاهدخت ولز، و شخصیت‌های مذهبی مانند عیسی، سنت جوآن آرک، و سنت فرانسیس آسیزی نوشته‌است که دومی توسط فیث اند ولیو میدیا برای ساخت یک برنامهٔ تلویزیونی مورد اقتباس قرار گرفته‌است.

## سنین جوانی و تحصیل
اسپاتو که اهل نیو روشل، نیویورک است، در سال ۱۹۵۹ از مدرسه مقدماتی آیونا فارغ‌التحصیل شد و در سال ۱۹۶۳ مدرک لیسانس خود را از کالج آیونا و مدرک کارشناسی ارشد و دکترای خود را به‌ترتیب در سال‌های ۱۹۶۶ و ۱۹۷۰ از دانشگاه فوردهام دریافت کرد. در سال ۲۰۱۳، آکادمی دانشگاه هنر (سانفرانسیسکو) به پاس کمک‌های او به ادبیات و آموزش، دکترای افتخاری را به او اعطا کرد.

## حرفه

### تدریس
اسپاتو به تدریس الهیات، عرفان مسیحی و ادبیات کتاب مقدس در دانشگاه فیرفیلد و کالج نیو روشل پرداخت و بعداً از سال ۱۹۶۶ تا ۱۹۸۶ مطالعات فیلم را در مدرسه جدید تحقیقات اجتماعی تدریس کرد. او از سال ۱۹۸۷ در دانشگاه کالیفرنیای جنوبی به تدریس مشغول شد. علاوه بر این، او از سال ۱۹۸۰ تا ۱۹۸۶ مدرس مدعو در انستیتوی فیلم بریتانیا و تئاتر ملی در لندن بود و از سال ۲۰۰۳ به‌عنوان مدرس مدعو در مؤسسهٔ فیلم دانمارکی در کپنهاگ مشغول به کار بوده‌است.

## بازخوردها
در سال ۱۹۹۲، پابلیشرز ویکلی زندگی‌نامهٔ لارنس اولیویه اثر اسپاتو را «یک زندگی‌نامهٔ باشکوه و تکان‌دهنده که شایستهٔ موضوع اصلی آن است» نامید. مایکل کاونی، با مروری بر زندگی‌نامهٔ آلن بیتس در سال ۲۰۰۷ در گاردین، او را به‌عنوان «یک شایعه‌فروش شبه‌آکادمیک آمریکایی» توصیف کرد که «کتاب‌های جذاب و معتبری تولید کرده‌است…» بری فورشاو در تایمز نوشته‌است که اسپاتو «یکی از زیرک‌ترین زندگی‌نامه‌نویسان است، مردی که دیدگاه او در مورد موضوعاتش همیشه برنده است.»

## زندگی شخصی و مرگ
اسپاتو آشکارا همجنسگرا بود و با همسرش، اوله فلمینگ لارسن، در نزدیکی کپنهاگ، دانمارک زندگی می‌کرد.
اسپاتو در ۱۱ فوریهٔ ۲۰۲۳ در سن ۸۱ سالگی بر اثر خونریزی مغزی در کویه درگذشت.